# L'Âme du TARDIS
L'Âme du TARDIS (The Doctor's Wife) est le quatrième épisode de la sixième saison de la deuxième série de la série télévisée britannique de science-fiction Doctor Who, diffusé sur BBC One le 14 mai 2011.  Dans cet épisode, l'âme du TARDIS — le vaisseau spatio-temporel du personnage principal — est incarnée temporairement dans une femme.

## Synopsis
Alors qu'ils sont dans l'espace, le Docteur, Amy et Rory reçoivent un « hypercube » contenant un message de détresse d'un Seigneur du Temps semblant venir d'une faille à l'extérieur de l'Univers. Après s'être posé au milieu d'un dépotoir sur un astéroïde isolé, le TARDIS s'éteint et sa matrice lumineuse disparaît soudainement : son âme a disparu. Sur l'astéroïde, le Docteur est agressé par une jeune femme qui l'appelle « son voleur » et finit par le mordre. Elle fait partie des seuls habitants de cet astéroïde avec deux humains nommés Tatie et Oncle, et un Ood aux yeux verts nommé Neveu. Ceux-ci semblent communiquer avec le Foyer qui semble être l'émanation de la planète tout entière.
Enfermant Amy et Rory dans le TARDIS, le Docteur pense être seul pour retrouver les Seigneurs du Temps, dont il semble entendre les messages de détresse. Il déchante vite en s'apercevant que ceux-ci sont des leurres du Foyer, destinés à piéger les Seigneurs du Temps. En outre, il s'aperçoit que Tatie et Oncle ont été rafistolés au fil du temps avec des membres volés à des Seigneurs du Temps, et que cette planète est un immense piège à Seigneur du Temps constitué par le Foyer afin de se nourrir de l'énergie Artron contenu dans les TARDIS. Ayant appris par le Docteur que les Seigneurs du Temps n'existent plus, le Foyer décide de s'immiscer à la place de l'âme du TARDIS et de repartir dans l'univers avec Amy et Rory à son bord.
Sur l'astéroïde le Docteur comprend que le Foyer a déposé l'âme de son TARDIS dans le corps d'Idris, dont la propre personnalité n'est plus.  Le TARDIS et le Docteur peuvent converser pour la première fois dans leurs siècles de voyages communs, et tout en concoctant une stratégie d'évasion, règlent de vieux comptes et mettent des choses au point.  Sans le support du Foyer, Tatie et Oncle meurent et le corps d'Idris n'en ayant plus pour longtemps non plus, le Docteur cherche à construire un vaisseau de fortune à partir des débris de TARDIS échoués sur l'astéroïde.
À bord du TARDIS du Docteur, le Foyer menace de tuer Amy et Rory. Il joue avec leurs sens tandis qu'ils essaient de fuir à travers les corridors, et ensuite lance Neveu à leur poursuite. Aidés par une connexion télépathique d'Idris, ils parviennent à obtenir le mot de passe et accéder à une ancienne salle de contrôle, d'où Amy et lui parviennent à baisser les boucliers du TARDIS. Cela permet au Docteur de matérialiser son TARDIS de fortune dans la salle de contrôle secondaire, vaporisant Neveu. Le Foyer détruit la salle de contrôle secondaire, ce que le Docteur avait prévu. Les protocoles de sécurité du TARDIS les transfèrent à la salle de contrôle principal, où Idris, mourante, libère la matrice du TARDIS et la renvoie à son emplacement originel, effaçant le Foyer du TARDIS. Tandis que le Docteur, Amy et Rory se remettent de leurs émotions, un reste de la matrice du TARDIS, encore dans le corps d'Idris, permet d'avoir un dernier dialogue sentimental avec le Docteur.
Pendant qu'il installe un champ de sécurité autour de la matrice afin de l'empêcher d'être corrompue, le Docteur est interrogé par Amy et Rory sur les dernières paroles d'Idris — « La rivière est la seule eau de la forêt ». Après qu'Amy et Rory soient partis vers leur nouvelle chambre, Docteur parle au TARDIS, et, en réponse, un levier à proximité se lève tout seul, envoyant le TARDIS vers sa prochaine destination.

## Distribution
- Matt Smith : Le Onzième Docteur
- Karen Gillan : Amy Pond
- Arthur Darvill : Rory Williams
- Michael Sheen : Le Foyer
- Paul Kasey : Neveu
- Suranne Jones : Idris
- Elizabeth Berrington : Tatie
- Adrian Schiller : Oncle

### Version française
- Version française - Dubbing Brothers
- Adaptation - Chantal Bugalski
- Direction artistique - David Macaluso
- Mixage - Marc Lacroix

Avec les voix de
- Marc Weiss - Le Docteur
- Audrey d'Hulstère - Amy Pond
- Xavier Elsen - Rory Williams
- Benoît Grimmiaux - Le Foyer

## Continuité
- On revoit un Ood, cette race extraterrestre apparue dans le double épisode La Planète du Diable ainsi que dans l'épisode Le Chant des Oods. D'ailleurs, en référence à la fin de cet épisode, lorsque le Neveu est évaporé, le Docteur dit « encore un Ood que je n'ai pas réussi à sauver. »
- Au début de l'épisode, Rory et Amy parlent de la mort du Docteur vue dans L'Impossible Astronaute, première partie.
- On retrouve la salle de contrôle du TARDIS telle qu'elle était dans les saisons 1 à 4, ici sauvegardée en tant que salle de contrôle secondaire.
- N'arrivant pas à ouvrir le TARDIS afin d'y libérer Amy et Rory, le Docteur tente de claquer des doigts, système que River Song lui avait fait découvrir dans La Bibliothèque des Ombres.
- Un hypercube messager des Seigneurs du Temps avait été utilisé pour la première fois par le Second Docteur dans The War Games.
- Le Docteur propose à Amy et Rory de les emmener à l'Œil d'Orion pour se reposer. Le Cinquième Docteur s'y était déjà rendu dans « The Five Doctors » (1983) où il explique que c'est un des endroits les plus calmes de l'Univers.
- Le principe de faire disparaitre des pièces du Tardis pour récupérer de l'énergie de propulsion a déjà été utilisé par le cinquième docteur, Tegan et Nyssa dans l'épisode Castrovalva.

## Production

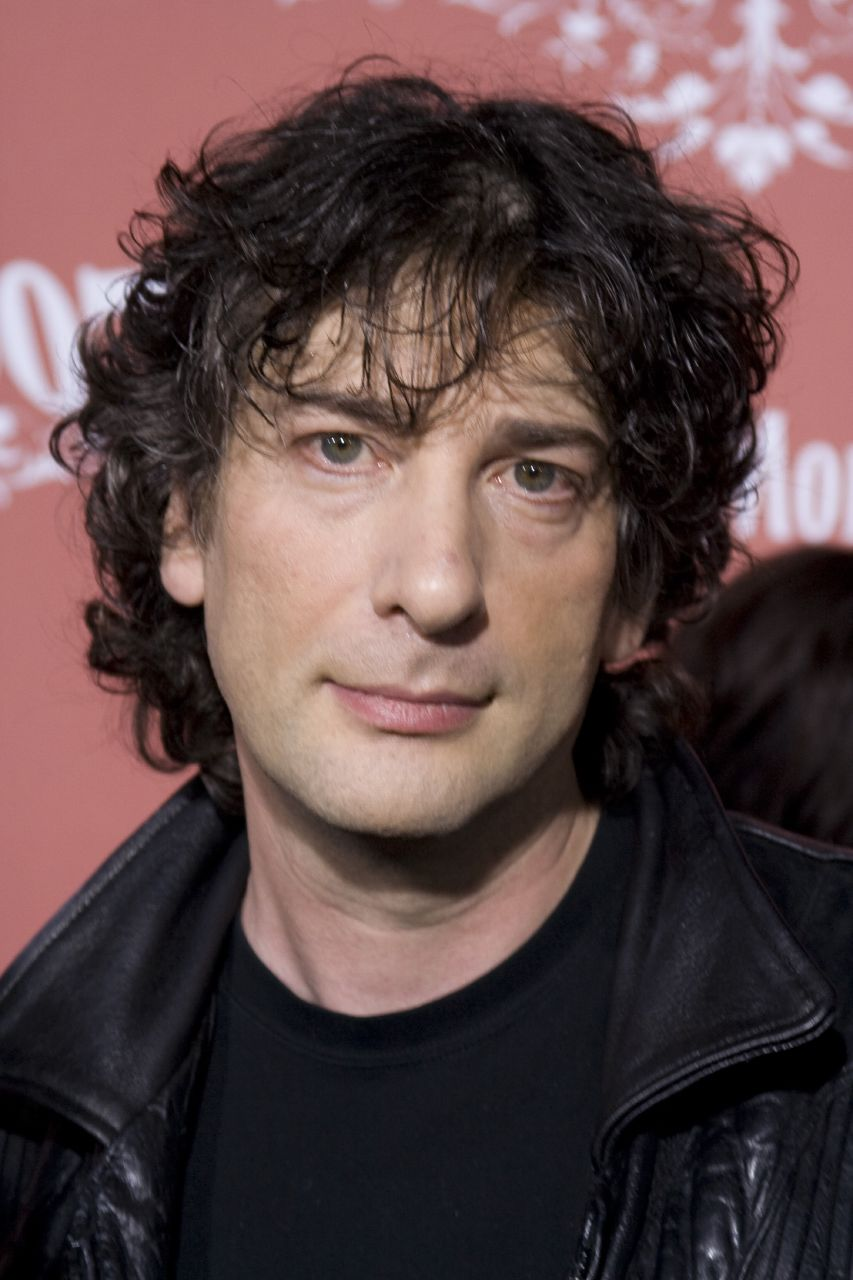
L'Âme du TARDIS est la première contribution de Neil Gaiman (image) à Doctor Who.

L'épisode était prévu initialement pour la saison 5 mais assez coûteux, il fut modifié afin d'être placé au début de la saison 6. Cela explique pourquoi l'épisode n'a pas vraiment de continuité avec le reste de la saison. Dans le script original, Rory ne figurait pas et Amy devait trouver une bague à l'intérieur du TARDIS. Originellement, le Docteur et ses compagnons devaient recevoir le message lors d'une bataille sur une planète extraterrestre, une scène devait se passer à l'intérieur de la salle de la piscine du TARDIS et le Ood était remplacé par un monstre totalement original. Jugés trop coûteuses, ces scènes ont été changées.
Comme l'Abzorbaloff de l'épisode L.I.N.D.A, le TARDIS que le Docteur construit dans l'épisode a été imaginé à la suite d'un concours de l'émission « Blue Peter » en 2009. C'est le dessin d'une petite fille nommée Susannah qui a servi de base à celui-ci.

## Accueil
L'épisode a reçu le prix Ray-Bradbury 2011 et le prix Hugo 2012 pour une série ou court-métrage.